# إيثانول سليولوزي
الإيثانول السليولوزي هو إيثانول يتم إنتاجه من الأنسجة النباتية مثل الحطب أو مخلفات صناعة الأخشاب (نشارة الخشب) أو المخلفات الزراعية (حطب الذرة، قش القمح، قش الأرز، الخ). يستعمل هذا الوقود المتجدد بخلطه مع بنزين السيارات بنسبة لا تتجاوز 10% في السيارات ذات المحرك التقليدي، ويمكن أن ترتفع هذه النسبة إذا تم إدخال تحويرات على المحرك لزيادة كفاءته وإطالة عمره.
قامت شركة بريون الأمريكية بإنشاء مصنع يستخدم حطب (سوق وأوراق) الذرة لإنتاج الإيثانول المستخدم كوقود للسيارات. وكانت شركة أبينجوا بيوإنرجي الإسبانية التي تعمل في مدينة إشبيلية تقيم قد سبقتها بإقامة مصنع لإنتاج الإيثانول السيليلوزي. في الوقت نفسه تنتج حالياً شركة إيوجين كورب الكندية الإيثانول السيليلوزي من مخلفات القمح والشوفان والشعير، وهي تدرس حالياً إقامة مصنع مماثل في الولايات المتحدة. ويرى الخبراء أن إنتاج الإيثانول من مخلفات الذرة في الولايات المتحدة يفتح الباب واسعاً أمام زيادة حصة المصادر المتجددة للوقود من السوق الأمريكية خاصة أنه سيكون منخفض التكلفة نظراً للإنتاج الكثيف من الذرة في أمريكا.